# Fijis damlandslag i fotboll
Fijis damlandslag i fotboll representerar Fiji i fotboll på damsidan. Dess förbund är Fiji Football Association.